# Wybory do Izby Poselskiej Republiki Czeskiej w 2002 roku
Wyniki wyborów do parlamentu Republiki Czeskiej z 14 i 15 czerwca 2002

## Wyniki wyborów

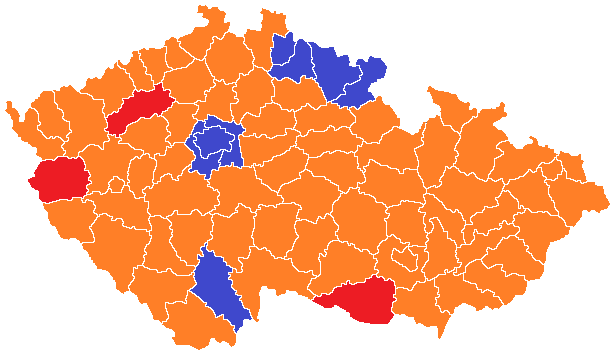
Zwycięzcy wyborów w poszczególnych powiatach:
Czeska Partia Socjaldemokratyczna
Obywatelska Partia Demokratyczna
Komunistyczna Partia Czech i Moraw

Zwycięzcy wyborów w poszczególnych krajach:
Czeska Partia Socjaldemokratyczna
Obywatelska Partia Demokratyczna

Czeska Partia Socjaldemokratyczna
     Obywatelska Partia Demokratyczna
     Komunistyczna Partia Czech i Moraw
     Czeska Partia Socjaldemokratyczna
     Obywatelska Partia Demokratyczna
| Komitet wyborczy                                                                                                 | Głosy     | Głosy  | Głosy | Mandaty | Mandaty | Mandaty |
| Komitet wyborczy                                                                                                 | Liczba    | %      | +/–   | Liczba  | +/–     | %       |
| --- | --------- | ------ | ----- | ------- | ------- | ------- |
| Czeska Partia Socjaldemokratyczna                                                                                | 1 440 279 | 30,20  | 2,11  | 70      | 4       | 35,0    |
| Obywatelska Partia Demokratyczna                                                                                 | 1 166 975 | 24,47  | 3,27  | 58      | 5       | 29,0    |
| Komunistyczna Partia Czech i Moraw                                                                               | 882 653   | 18,51  | 7,48  | 41      | 17      | 20,5    |
| Koalicja Unia Chrześcijańska i Demokratyczna – Czechosłowacka Partia Ludowa — Unia Wolności – Unia Demokratyczna | 680 671   | 14,27  | 9,08  | 31      | 8       | 15,5    |
| Stowarzyszenie Niezależnych                                                                                      | 132 699   | 2,78   | —     | —       | —       | —       |
| Partia Zielonych                                                                                                 | 67 143    | 2,36   | 1,24  | —       | —       | —       |
| Republikanie Miroslava Sládka                                                                                    | 46 325    | 0,97   | 2,93  | —       | —       | —       |
| Partia Wsi – Zjednoczone Siły Obywatelskie                                                                       | 41 773    | 0,87   | —     | —       | —       | —       |
| Partia na rzecz Bezpieczeństwa Życia                                                                             | 41 404    | 0,86   | 2,20  | —       | —       | —       |
| Czeska Partia Narodowo-Społeczna                                                                                 | 38 655    | 0,81   | 0,52  | —       | —       | —       |
| Nadzieja | 29 955    | 0,62   | —     | —       | —       | —       |
| Blok Prawicowy                                                                                                   | 28 163    | 0,59   | —     | —       | —       | —       |
| Obywatelski Sojusz Demokratyczny                                                                                 | 24 278    | 0,50   | —     | —       | —       | —       |
| Wybór dla Przyszłości                                                                                            | 16 730    | 0,35   | —     | —       | —       | —       |
| Droga Zmiany | 13 169    | 0,27   | —     | —       | —       | —       |
| Morawska Partia Demokratyczna                                                                                    | 12 957    | 0,27   | 0,10  | —       | —       | —       |
| Partia Zdrowego Rozumu                                                                                           | 10 849    | 0,22   | —     | —       | —       | —       |
| Akcja na rzecz Zniesienia Senatu i przeciw Defraudacji Funduszy Emerytalnych                                     | 9637      | 0,20   | —     | —       | —       | —       |
| Poetycka Partia Balbína                                                                                          | 9287      | 0,19   | —     | —       | —       | —       |
| Sojusz Humanistyczny                                                                                             | 8461      | 0,17   | —     | —       | —       | —       |
| Republikanie | 6786      | 0,14   | —     | —       | —       | —       |
| Partia Narodowo-Demokratyczna                                                                                    | 5532      | 0,11   | —     | —       | —       | —       |
| Liga Demokratyczna                                                                                               | 4059      | 0,08   | —     | —       | —       | —       |
| Prawica Czeska                                                                                                   | 2041      | 0,04   | —     | —       | —       | —       |
| Czeski Ruch Socjaldemokratyczny                                                                                  | 602       | 0,01   | —     | —       | —       | —       |
| Romska Inicjatywa Polityczna Republiki Czeskiej                                                                  | 523       | 0,01   | —     | —       | —       | —       |
| Partia Socjalizmu Demokratycznego                                                                                | 475       | 0,00   | —     | —       | —       | —       |
| Nowy Ruch | 139       | 0,00   | —     | —       | —       | —       |
| |           |        |       |         |         |         |
| Ogółem | 4 768 006 | 100,00 | —     | 200     | —       | 100,0   |
| Głosy nieważne                                                                                                   | 21 139    | 0,44   | 0,02  |         |         |         |
| Frekwencja | 4 793 706 | 58,00  | 16,03 |         |         |         |